# Lodowczyk Mięguszowiecki
Der Lodowczyk Mięguszowiecki ist der Rest des größten Gletschers der Hohen Tatra, der in den Eiszeiten das ganze Tal der Dolina Białki ausgefüllt hat. Gleichzeitig ist er der größte Gletscher in Polen und der Hohen Tatra. 

## Geographie
Der Lodowczyk Mięguszowiecki befindet sich in dem eiszeitlich geformten Hängetal Bańdzioch südlich des Bergtals Dolina Rybiego Potoku, das wiederum ein Seitental des Tals Dolina Białki ist, in der polnischen Hohen Tatra in der Woiwodschaft Kleinpolen. Er liegt nördlich unterhalb der Gipfel des Massivs Mięguszowieckie Szczyty, konkret des Mięguszowiecki Szczyt Czarny, des Mięguszowiecki Szczyt und des dazwischen liegenden Bergpasses Mięguszowiecka Przełęcz pod Chłopkiem ca. 500 Meter oberhalb des Bergsees Meerauge.
Das Gletschereis ist ca. 150 Jahre alt. Der Gletscher ist etwa 136 Meter breit und 94 Meter lang. Im Eis befindet sich eine Gletscherspalte mit einer sich verändernden Länge von 64 bis 94 Meter. Das Eis bewegt sich mit einem Tempo von ca. 0,6–0,8 Meter/Jahr. Messungen aus den Jahren 1958–1999 haben ergeben, dass sich die Eisfläche weder vergrößert noch verringert.

## Etymologie
Der Name Lodowczyk Mięguszowiecki lässt sich als Kleiner Mięguszowiecki Gletscher übersetzen.

## Tourismus
Im Kessel verläuft ein grün markierter Wanderweg von dem Bergsee Czarny Staw pod Rysami auf den Gebirgspass Mięguszowiecka Przełęcz pod Chłopkiem, von dem der Lodowczyk Mięguszowiecki zu sehen ist.